# Die Einladung (1973)
Die Einladung (Originaltitel: L’Invitation) ist ein Schweizer Film aus dem Jahr 1973 unter der Regie von Claude Goretta. Er wurde für den Oscar als bester internationaler Film nominiert und erhielt den Preis der Jury bei den Filmfestspielen von Cannes 1973.

## Handlung
Nach dem Tod seiner Mutter bietet ein bescheidener Büroangestellter das kleine Haus seiner Familie, das mitten in einem Neubaugebiet liegt, zum Verkauf an und macht damit ein Vermögen. Nach einer mehrmonatigen Auszeit lädt er seine Kollegen zu einer Party in sein neues Heim ein, das sich zum Erstaunen aller als wahres Herrenhaus entpuppt. In diesem luxuriösen Rahmen führen die sehr unterschiedlichen Gefühle der Gäste zu einer Reihe von oft ungeschickten Verhaltensweisen. Das Fest beginnt in guter Stimmung, der Alkohol hilft, und für einige ist es eine Gelegenheit, die berufliche Zurückhaltung aufzugeben. Die Persönlichkeiten kommen zum Vorschein, und es kommt zu einer Reihe von Ereignissen, die die Stimmung allmählich zum Kippen bringen. Der Striptease einer jungen Praktikantin führt sogar zu einer Schlägerei zwischen dem kleinen Chef, der die Moral vertritt, und einem großmäuligen, freizügigen Angestellten.